# Johann Lorenz Böckmann

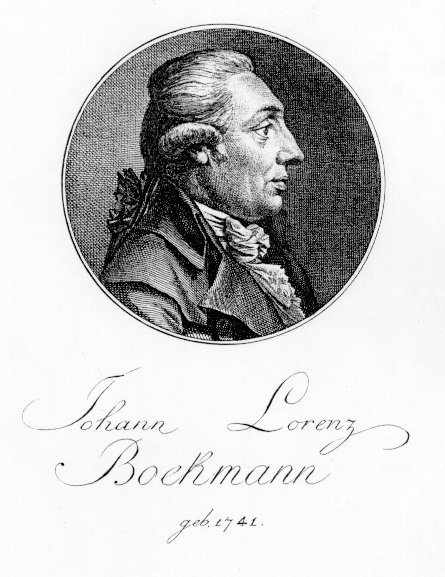
Johann Lorenz Böckmann

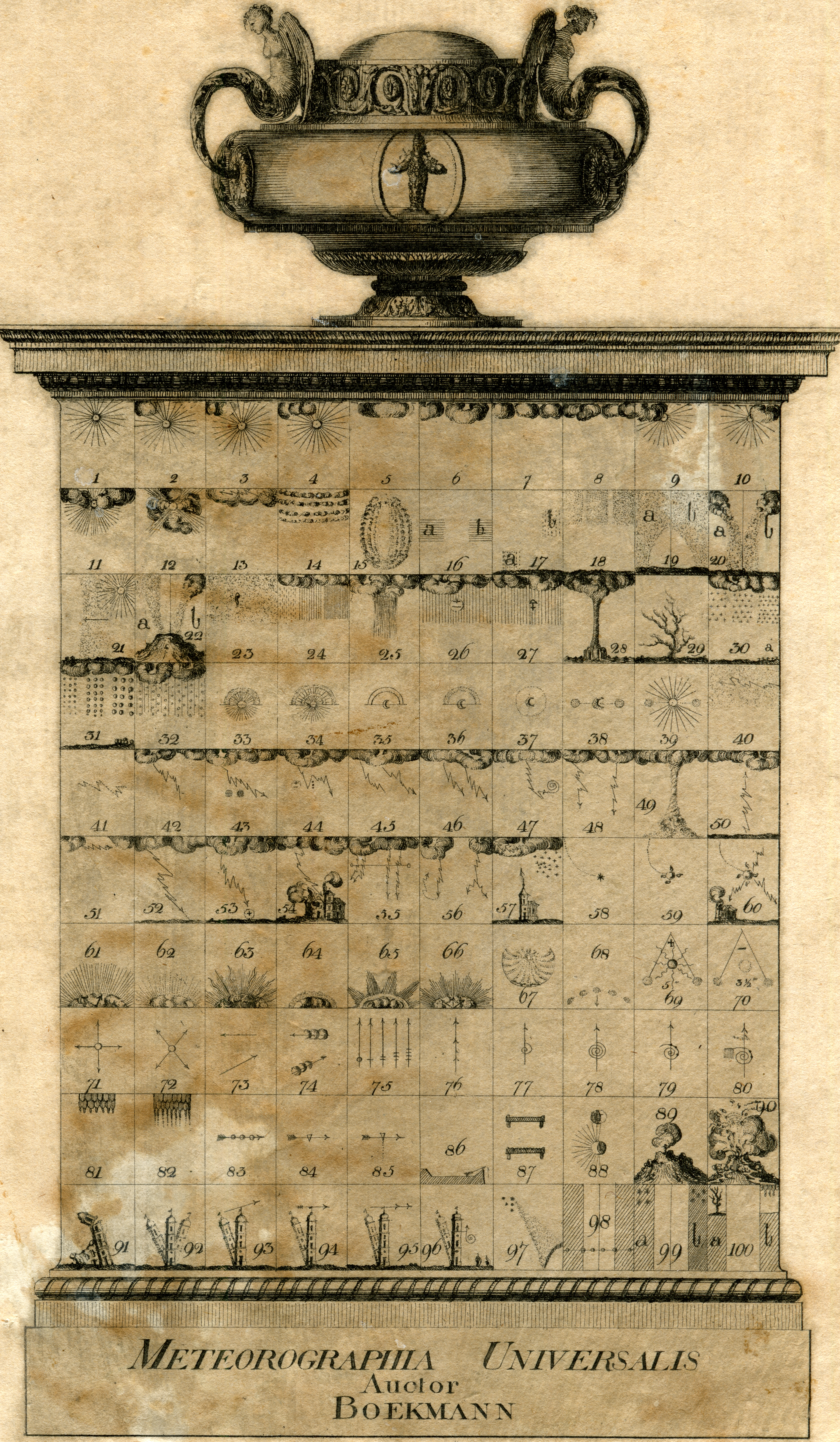
In einem Beitrag von H. Hertz in der Meteorologischen Zeitschrift (1887, 4. Jahrgang) wird auf wiedergefundene Abbildungen von J. L. Böckmann, die sogenannte Meteorographia Universalis auctore Boeckmann verwiesen.

Johann Lorenz Böckmann oder Boeckmann (* 8. Mai 1741 in Lübeck; † 15. Dezember 1802 in Karlsruhe) war ein deutscher Physiker und Mathematiker.

## Leben
Johann Lorenz Böckmann war das fünfte und jüngste Kind eines Lübecker Buchhändlers. Er studierte von 1760 bis 1764 Theologie, Mathematik und Physik in Jena. Mit 23 Jahren ging er als Professor an das Karlsruher Gymnasium. Er machte am markgräflichen Hof Karriere und wurde 1769 Konsistorialassessor, 1774 Kirchenrat, 1776 Hofrat, 1789 Ephorus des Gymnasiums und 1798 Geheimer Hofrat. Für den Markgrafen von Baden legte er ein physikalisches Kabinett an und begründete 1778 ein meteorologisches Institut. Er war Mitglied mehrerer wissenschaftlicher Gesellschaften, unter anderem der Londoner Royal Society, der Kurfürstlichen Mainzer Akademie der Wissenschaften sowie der Kurfürstlichen Bayerischen Akademie der Wissenschaften. In Baden führte er das Realschulwesen und die Lehrerseminare ein.
Böckmann war einer der ersten Wissenschaftler in Deutschland, die mit der optischen Telegrafie experimentierten und somit zu den Begründern der Nachrichtentechnik gehören. Im Jahr 1794 übermittelte Böckmann dem damaligen Markgrafen von Baden mittels eines optischen Telegrafen Glückwunsche zu seinem Geburtstag. In einem Brief an den Regensburger Fürstenrat entwickelte er das Bild einer großen, alles umfassenden Nachrichtenkette, „die Petersburg mit Cherson und die ganzen übrigen Länder in mehr als einem Welttheile, aufs nächste vereinigen wird“.
Böckmann war mit dem Dichter Friedrich Gottlieb Klopstock befreundet. Im Jahr 1766 heiratete er die älteste Tochter von Dr. Eichrodt. Sie verstarb im Jahr 1790. Sie hatten 13 Kinder. Der Physiker und Chemiker Karl Wilhelm Böckmann (1773–1821), Nachfolger des Vaters als Professor am Gymnasium in Karlsruhe und Aufseher des physikalischen Kabinetts, war sein ältester Sohn. Sein jüngerer Sohn Friedrich (* 1776) war Landarzt.

## Werke (Auswahl)
- Erste Gründe der Mechanik. 1769.[4]
- Abhandlung von den Kegelschnitten, 1771.[5], 1791.[6]
- Naturlehre. 1775.[7]
- Wünsche und Aussichten zur Erweiterung der Witterungslehre. 1778.[8]
- Wünsche zur Vervollkommnung der Witterungslehre. 1779.[9]
- Beiträge zur neuesten Geschichte der Witterungslehre. 1781.[10]
- Beiträge zur Geschichte der Mathematik und der Naturlehre in den Badischen Ländern, 1787.[11]
- Ueber die Anwendung der Electricität bei Kranken. 1787.[12]
- Kleine Schriften physischen Inhalts. 1789.[13]
- Ueber Blitzableiter. 1783–1791.[14]
- Ueber Telegraphie. 1794.